# Kgari
Kgari is een dorp in het district North-East in Botswana. De plaats telt 534 inwoners (2011).